# East Bernard
La ville d’East Bernard est située dans le comté de Wharton, dans l’État du Texas, aux États-Unis. Sa population s’élevait à 2 272 habitants lors du recensement de 2010, estimée à 2 321 habitants en 2016.

## Source
- (en) Cet article est partiellement ou en totalité issu de l’article de Wikipédia en anglais intitulé « East Bernard, Texas » (voir la liste des auteurs).